# État second
Pour les articles homonymes, voir Fearless.
Pour plus de détails, voir Fiche technique et Distribution.
État second ou Sans peur au Québec (Fearless) est un film américain réalisé par Peter Weir et sorti en 1993. Il s'agit d'une adaptation du roman du même nom de Rafael Yglesias, qui signe lui-même le scénario.
Le film reçoit des critiques globalement positives. La performance de Rosie Perez est plébiscitée et l'actrice reçoit plusieurs nominations et prix. Le film ne rencontre en revanche pas le succès au box-office.

## Synopsis
Faisant partie des rares rescapés d'un accident d'avion, Max Klein, un architecte se voit invulnérable et protecteur d'autrui...

## Fiche technique
- Titre français : État second
- Titre québécois : Sans peur
- Titre original : Fearless
- Réalisation : Peter Weir
- Scénario : Rafael Yglesias, d'après son propre roman
- Direction artistique :
- Décors : John Stoddart
- Costumes : Marilyn Matthews
- Photographie : Allen Daviau
- Montage : William M. Anderson, Armen Minasian et Lee Smith
- Musique : Maurice Jarre
- Production : Mark Rosenberg et Paula Weinstein

Coproducteurs : William S. Beasley et Robin Forman Howard
Producteurs associés : Christine A. Johnston et Alan B. Curtiss
- Sociétés de production : Spring Creek Productions et Warner Bros.
- Distribution : Warner Bros. (États-Unis, France)
- Budget : 20 millions de dollars
- Pays de production :  États-Unis
- Format : Couleurs - 1,85:1 - Dolby
- Genre : drame
- Durée : 122 minutes
- Dates de sortie[1] :
  - États-Unis : 15 octobre 1993
  - France : 20 avril 1994

## Distribution
- Jeff Bridges (VF : Patrick Floersheim ; VQ : Hubert Gagnon) : Max Klein
- Isabella Rossellini (VF : Frédérique Tirmont ; VQ : Claudine Chatel) : Laura Klein
- Rosie Perez (VF : Dorothée Jemma ; VQ : Marie-Andrée Corneille) : Carla Rodrigo
- Tom Hulce (VF : Bernard Alane ; VQ : Alain Zouvi) : Brillstein
- John Turturro (VF : Vincent Violette ; VQ : Benoît Rousseau) : Dr Bill Perlman
- Benicio del Toro (VF : Renaud Marx ; VQ : Stéphane Rivard) : Manny Rodrigo
- Deirdre O'Connell (VF : Micky Sebastian) : Nan Gordon
- John de Lancie (VF : Edgar Givry) : Jeff Gordon
- Spencer Vrooman (VF : Alexis Tomassian) : Jonah Klein
- Daniel Cerny (VF : Sauvane Delanoë): Byron Hummel
- Eve Roberts (VF : Colette Venhard) : Gail Klein
- Robin Pearson Rose (VF : Maïté Monceau) : Sarah
- Debra Monk (VF : Josiane Pinson) : Alison
- Cynthia Mace (VF : Christine Delaroche) : Cindy Dickens
- Randle Mell : Peter Hummel

Sources et légendes: Version française (VF) sur RS Doublage Version québécoise (VQ) sur Doublage Québec

## Production
Le rôle principal a d'abord été propose à Mel Gibson, qui avait tourné deux films avec Peter Weir : Gallipoli (1981) et L'Année de tous les dangers (1982).
Le tournage a lieu d'août à novembre 1992. Il se déroule en Californie, notamment à San Bruno, San Francisco et sa baie, Oakland, Bakersfield et Arvin. Le producteur Mark Rosenberg (en) décède durant la production du film. Le film lui est dédié.

## Accueil
Le film reçoit des critiques plutôt positives. Sur l'agrégateur américain Rotten Tomatoes, il récolte 85% d'opinions favorables pour 41 critiques et une note moyenne de 7,8⁄10. Le consensus du site est « Ce joyau sous-estimé du réalisateur Peter Weir présente une performance exceptionnelle de Jeff Bridges en tant qu'homme aux prises avec un chagrin profond ».
Malgré ces critiques, le film peinera à trouver son public en salles. Aux États-Unis, le film ne récolte que 6 995 302 $ au box-office. En France, État second n'attire que 161 500 entrées. D'ailleurs, pour une raison inconnue, il n'existe pas d'éditions vidéo autre que la VHS initiale dans ce pays.

## Distinctions principales
Source et distinctions complètes : Internet Movie Database

### Récompenses
- Los Angeles Film Critics Association Awards 1993 : meilleure actrice dans un second rôle pour Rosie Perez
- Goldene Kamera 1994 : meilleure actrice internationale pour Isabella Rossellini

### Nominations
- New York Film Critics Circle Awards 1983 : meilleure actrice dans un second rôle pour Rosie Perez
- Oscars 1994 : meilleure actrice dans un second rôle pour Rosie Perez
- Golden Globes 1994 : meilleure actrice dans un second rôle pour Rosie Perez